# Море, Індія
Море (англ. Moreh, вимова Мейтей: /mō-rey/ ) — міжнародне прикордонне місто, розташоване на кордоні Індії та М'янми в районі Тенгнупал індійського штату Маніпур. Як пункт міжнародної торгівлі, що швидко розвивається, з інтегрованим митним і міжнародним імміграційним пунктом пропуску, Море відіграє дуже важливу роль в індійській політиці «Погляд на схід», торгівлі та комерції в рамках зони вільної торгівлі між АСЕАН та Індією, відносинах між Індією та М’янмою. Дорожнє сполучення Індія–М’янма–Таїланд і Трансазійська залізниця.

## Демографія
Згідно з переписом населення Індії 2011 року,  населення Море становило 16 847 осіб. Чоловіків було 8670, а жінок – 8177. Середній рівень грамотності в Морі становив 71,47%, що нижче, ніж у середньому по штату (76,94%): грамотність чоловіків становила близько 79,52%, а грамотність жінок – 62,88%. У Морі 14,58% населення було віком до 6 років. Співвідношення жіночої статі становило 943 у порівнянні з середнім показником по державі 985. Співвідношення статей дітей становило близько 985 у порівнянні з середнім показником у штаті Маніпур, який становив 930.

## Економіка
Будучи прикордонним торговим і транзитним містом, Море відіграє ключову роль у розвитку економіки держави з кордоном, а також міжнародної торгівлі. Значна частина економіки Море залежить від контрабанди, включно з нелегальним тиковим вивозом з М'янми.